# Wolf-Dieter Röber
Wolf-Dieter Röber (* 5. Januar 1943 in Zwickau) ist ein deutscher Kunsthistoriker und Museologe.

## Leben
Nach seiner Schulbildung erlernte Röber zunächst den Beruf eines Elektroinstallateurs. Bedingt durch den Kontakt mit der Leiterin des Stadtmuseum und der Ratsschulbibliothek Zwickau, Marianne Vater (1911–1963), und dem Zwickauer Stadtarchivar Karl Steinmüller schloss er ein 1962 bis 1965 absolviertes Studium an der Fachschule für Heimatmuseen in Weißenfels bzw. Siebeneichen an. In seiner  Abschlussarbeit widmete er sich dem [...] Verlagswesen der Zwickauer Tuchmacher in der ersten Hälfte des 16. Jahrhunderts. Überhaupt wurde die Zeit der Reformation, der Renaissance und des Humanismus Fokus seiner Forschungs- und Publikationstätigkeiten.
Von 1965 bis 1978 war er – unterbrochen durch seinen Dienst in der Nationalen Volksarmee – als wissenschaftlicher Assistent am Schlossbergmuseum in Karl-Marx-Stadt tätig. Extern studierte er in dieser Zeit an der Universität Halle Kunstgeschichte. Einer seiner Lehrer war hier Hans-Joachim Mrusek, dem er in einem seiner Artikel 1981 eine Laudatio widmete. In seiner 1976 eingereichten Diplomarbeit befasste er sich mit der Thematik Die Werke Lucas Cranach d.Ä, Lucas Cranach d.J. und ihrer Werkstatt im westlichen Erzgebirge. 1979 wechselte er an das Museum Schloss Hinterglauchau, wo er sich intensiv um die Erforschung der Baugeschichte der Schlösser Hinter- und Forderglauchau verdient gemacht hat. Ebenso widmete er sich den Burgen und Schlössern im Tal der Zwickauer Mulde. Zeitweise war er Abteilungsleiter für Kunst und Restaurierung im Museum Schloss Hinterglauchau. 1993 wurde er zum stellvertretenden Museumsdirektor berufen und konnte 2004 sein 25-jähriges Dienstjubiläum im Museum begehen.
Daneben engagierte sich Röber von 1979 bis 1989 als Kreisdenkmalpfleger im Kreis Glauchau, in welchem Amt er sich vornehmlich der Inventarisierung der ländlichen Volksarchitektur widmete. Zudem beteiligte er sich redaktionell an den Regionalgeschichtlichen Beiträgen aus dem Bezirk Karl-Marx-Stadt und den Vogtländischen Heimatblättern.